# Rosalba formosa
Rosalba formosa är en skalbaggsart som beskrevs av Martins och Maria Helena M. Galileo 2008. Rosalba formosa ingår i släktet Rosalba och familjen långhorningar. Inga underarter finns listade i Catalogue of Life.